# 어기구
어기구(魚基龜, 1963년 1월 10일~)는 대한민국의 정치인으로, 제20·21·22대 국회의원이다.

## 학력
- 상록국민학교 졸업
- 송악중학교 졸업
- 북일고등학교 졸업
- 순천향대학교 문학부 독어독문학 학사
- 빈 대학교 경제학 학사
- 빈 대학교 대학원 경제학 석사
- 빈 대학교 대학원 경제학 박사

## 경력
- 순천향대학교 총학생회 회장
- 경제사회발전노사정위원회 전문위원
- 고려대학교 경제연구소 연구교수
- 노사정위원회 전문위원
- 한국노총중앙연구원 연구위원
- 국민연금 기금운용 평가원
- 고용보험평가 전문위원
- 경기대학교 겸임교수
- 세한대학교 사회복지상담학과 겸임교수
- 2012년~2013년: 민주통합당 충청남도당 당진시 지역위원회 위원장
- 2012년~2013년: 민주통합당 정책위원회 부의장
- 2013년~2014년: 민주당 충청남도당 당진시 지역위원회 위원장
- 2013년~2014년: 민주당 정책위원회 부의장
- 2015년 12월~: 더불어민주당 충청남도당 당진시 지역위원회 위원장
- 2016년 4월 13일: 대한민국 제20대 국회의원 선거 당선(충남 당진시, 더불어민주당, 초선)
- 2018년 5월~2019년 5월: 더불어민주당 원내부대표
- 2018년 8월~2020년 8월: 더불어민주당 충청남도당 위원장
- 2020년 4월 15일: 대한민국 제21대 국회의원 선거(충남 당진시, 더불어민주당, 재선)
- 2020년 9월~2022년 9월: 더불어민주당 해양수산특별위원회 위원장
- 2021년 5월~2022년 3월: 더불어민주당 원내선임부대표
- 2023년 2월~: 더불어민주당 기본사회위원회 부위원장
- 2023년 5월~2025년 4월: 더불어민주당 중앙위원회 부의장
- 2023년 11월~2024년 8월: 더불어민주당 정책위원회 선임부의장
- 2024년 4월 10일: 대한민국 제22대 국회의원 선거 당선(충남 당진시, 더불어민주당, 3선)

### 의정 활동
- 2016년 5월 30일~2020년 5월 29일: 제20대 국회의원(충남 당진시, 더불어민주당, 초선)
  - 2016년 6월~2017년 7월: 제20대 국회 전반기 산업통상자원위원회 위원
  - 2016년 7월~2017년 6월: 제20대 국회 민생경제 특별위원회 위원
  - 2017년 5월~2018년 5월: 제20대 국회 전반기 예산결산특별위원회 위원
  - 2017년 7월~2020년 5월: 제20대 국회 전반기,후반기 산업통상자원중소벤처기업위원회 위원
  - 2018년 7월~2019년 5월: 제20대 국회 후반기 운영위원회 위원
- 2020년 5월 30일~2024년 5월 29일: 제21대 국회의원(충남 당진시, 더불어민주당, 재선)
  - 2020년 6월~2022년 5월: 제21대 국회 전반기 농림축산식품해양수산위원회 위원
  - 2020년 7월~2024년 5월: 국회 문화유산회복포럼 구성의원
  - 2020년 7월~2024년 5월: 철강포럼 공동대표의원
  - 2021년 4월~2022년 3월: 제21대 국회 전반기 국회운영위원회 위원
  - 2021년 7월~2022년 5월: 제21대 국회 전반기 예산결산특별위원회 위원
  - 2022년 7월~2023년 6월: 제21대 국회 후반기 농림축산식품해양수산위원회 위원
  - 2023년 6월~2024년 5월: 제21대 국회 후반기 농림축산식품해양수산위원회 간사
- 2024년 5월 30일~: 제22대 국회의원(충남 당진시, 더불어민주당, 3선)
  - 2024년 6월~: 제22대 국회 전반기 농림축산식품해양수산위원회 위원

## 역대 선거 결과
|  | 22.03% |

|  | 40.44% |

|  | 47.66% |

|  | 51.78% |

## 소속 정당
| 소속 정당 | 소속 정당      | 소속 기간 | 비고      |
| --------- | -------------- | --------- | --------- |
|           | 민주당         | 2011      | 정계 입문 |
|           | 민주통합당     | 2011~2013 | 합당      |
|           | 민주당         | 2013~2014 | 당명 변경 |
|           | 새정치민주연합 | 2014~2015 | 합당      |
|           | 더불어민주당   | 2015~현재 | 당명 변경 |

## 같이 보기
- 당진시 (선거구)
- 당진시의 국회의원